# Фрейзер, Луис
Луис Фрейзер (англ. Louis Fraser; 1810—1866) — британский зоолог, коллекционер и куратор, консул.

## Биография
В молодости Фрейзер был куратором музея Зоологического общества Лондона. Он принимал участие в экспедиции Аллена и Томсона в 1841—1842 годах в Нигер. После своего возвращения он отвечал за коллекцию графа Эдварда Смита Стэнли в Ноусли.
Он написал «Zoologica Typica, or figures of the new and rare animals and birds in the collection of the Zoological Society of London» — богато иллюстрированный фолиант, опубликованный в 1940 году. В этой книге он описал множество новых видов птиц. В 1850 году Фрейзер был назначен консулом в Уиде, Дагомея. В 1859 году он собрал в Эквадоре птиц и млекопитающих для Филипа Латли Склейтера, а в следующем году в Калифорнии. После своего возвращения в Лондон он открыл на Риджент-стрит магазин по продаже экзотических птиц. Свои последние годы жизни он прижил в Америке.
В честь учёного названы серо-золотой корольковый певун (Basileuterus fraseri) и белозубка Фрэзера (Crocidura poensis).